# Rhododendron polytrichum
Rhododendron polytrichum är en ljungväxtart som beskrevs av Wen Pei Fang. Rhododendron polytrichum ingår i släktet rododendron, och familjen ljungväxter. Inga underarter finns listade i Catalogue of Life.